# Blancmange
Blancmange é uma banda britânica formada em Harrow, a noroeste de Londres, em 1979 pelo vocalista Neil Arthur (nascido em 15 de Junho de 1958, em Darwen, Lancashire) e o instrumentista Stephen Luscombe (nascido em 29 de Outubro de 1954, em Hillingdon, Middlesex).

## Primórdios
O duo lançou o seu primeiro EP Irene and Mavis em 1980 mas só começaram a ter algum destaque após participarem na compilação Some Bizzare Albums, junto com as bandas Soft Cell e Depeche Mode. Isso levou-os a estabelecer um contrato com a gravadora London Records.

## Sucesso
O duo teve um pequeno sucesso em 1982 com o single de duplo lado A , "God's Kitchen"/"I've Seen the Word", que alcançou o no. 65 no Reino Unido. O disco seguinte "Feel Me" atingiu o no. 46. 
E nesse mesmo ano obtiveram um dos seus maiores sucessos com "Living on the Ceiling", que foi no. 7 em Inglaterra e teve sucesso na Irlanda e Áustria (Top 10 em ambos os países). O álbum de estreia, Happy Families (com uma pintura da capa no estilo de Louis Wain e das capas dos livros de Enid Blyton) alcançou o nº 30 no Reino Unido e o nº 13 na Nova Zelãndia. O álbum incluía igualmente o tema "Waves" que foi no. 19 no Reino Unido.
O álbum "Mange Tout" foi nº 8 no Reino Unido, incluindo dois grandes sucessos, "Blind Vision" (no. 10) e "Don't Tell Me" (no. 8), bem como dois sucessos mais moderados:  "That's Love, That It Is" (no. 33) e "The Day Before You Came", versão do grupo sueco Abba que alcançou o nº no. 22 no top do Reino Unido (ainda assim com melhor desempenho que o original dos Abba que apenas atingira o nº  32, dois anos antes). 

## 3º disco e despedida
O terceiro álbum "Believe You Me" teve menos sucesso, atingindo apenas o nº 54 no Reino Unido, enquanto o single "What's Your Problem" apenas chegou ao nº 40. 
O duo separou-se em Junho de 1986 após um concerto de despedida no Royal Albert Hall.

## Regresso a solo
O grupo regressou em 2006, apenas com Neil Arthur, mas não conseguiu obter o obter o sucesso dos primeiros álbuns. 

## Discografia

### Álbuns
- Happy Families (Setembro 1982);
- Mange Tout (Maio 1984);
- Believe You Me (Outubro 1985);
- Blanc Burn (Março 2011);
- Happy Families Too... (2013);
- Semi Detached (2015);
- Nil by Mouth (2015);
- Commuter 23 (2016);
- Unfurnished Rooms (29 de Setembro de 2017);
- Wanderlust (19 de Outubro de 2018)

### Compilações
- Second Helpings (1990),
- Heaven Knows (1992),
- The Third Course (1994),
- Best of Blancmange (1996),
- The Platinum Collection (2006),
- The Very Best of Blancmange (2012)

### EPs
- Irene & Mavis (1980),
- 21st Century Blanc Remixes Part 1 (2011),

### Singles
- "God's Kitchen" (1982),
- "Feel Me" (1982),
- "Living on the Ceiling" (1982),
- "Waves" (1983),
- "Blind Vision" (1983),
- "That's Love, That It Is" (1983),
- "Game Above My Head" (1983),
- "Don't Tell Me" (1984),
- "The Day Before You Came" (1984),
- "What's Your Problem" (1985),
- "Lose Your Love" (1985),
- "Ave Maria" (1985),
- "I Can See It"  (1986),
- "Drive Me" (2011),
- "Paddington" (2015),
- "Useless" (2015),
- "I Want More" (2015),

### Sessões de Radio
- "I Would" / "Living on the Ceiling" / "Waves" / "Running Thin" (Gravado em Fevreiro de 1982 Peel Session show.[1])

## Curiosidades
- Num episódio de 1982 da série Open All Hours com o título de "The Cool Cocoa Tin Lid", um homem 'cool' entra numa loja e pede "got any blancmange?" (referindo-se à sobremessa), a Granville (David Jason) que responde "I've got two of their LPs" ("Tenho dois dos seus álbuns").
- No filme de Ficção Científica de 1986 Flight of the Navigator, os Blancmange aparecem na TV de David com o video "Lose Your Love" (Carolyn McAdams é interpretada por Sarah Jessica Parker).
- Em 2000, "Living on the Ceiling" foi sampleado pelo grupo alemão Scooter na canção "Kashmir".
- "Living on the Ceiling" foi utilizado pelo Channel 1 de Israel como tema de vários programas de notícias sobre Árabes.
- Uma versão instrumental de "Blind Vision" foi utilizada nos créditos finais do filme Avenging Angel de 1985.
- "Don't Tell Me" foi incluído numa cena do filme No Man's Land protagonizado por Charlie Sheen.
- O grupo britânico Faithless remixou "Feel Me" no seu álbum de 2010 The Dance.
- "Living on the Ceiling" foi utilizado em anúncios da Berocca, em que um grupo de cidadãos dançam ao som da canção.
- Na Grécia, "Sad Day" pode ser escutado no logo da Videosonic.
- "Living on the Ceiling" foi utilizado na estação de radio Flash FM no jogo Grand Theft Auto: Vice City Stories.